# UCI Oceania Tour 2008-2009
L'UCI Oceania Tour 2008-2009 és la cinquena edició de l'UCI Oceania Tour, un dels cinc circuits continentals de ciclisme de la Unió Ciclista Internacional. Està format per cinc proves, organitzades entre el 12 d'octubre de 2008 i el 15 de febrer de 2009 a Oceania.
La victòria fou per l'australià Peter McDonald, vencedor del Tour de Wellington.

## Calendari de les proves

### Octubre de 2008
| Data  | Cursa           | Cat. | Vencedor       | Equip              |
| ----- | --------------- | ---- | -------------- | ------------------ |
| 12-18 | Herald Sun Tour | 2.1  | Stuart O'Grady | Team CSC-Saxo Bank |

### Novembre de 2008
| Data | Cursa             | Cat. | Vencedor        | Equip                    |
| ---- | ----------------- | ---- | --------------- | ------------------------ |
| 3-8  | Tour de Southland | 2.2  | Hayden Roulston | The Southland Times-Trek |

### Gener de 2009
| Data  | Cursa              | Cat. | Vencedor       | Equip          |
| ----- | ------------------ | ---- | -------------- | -------------- |
| 21-25 | Tour de Wellington | 2.2  | Peter McDonald | Drapac Porsche |

### Febrer de 2009
| Data | Cursa                                        | Cat. | Vencedor           | Equip     |
| ---- | -------------------------------------------- | ---- | ------------------ | --------- |
| 12   | Campionat d'Oceania de contrarellotge        | CC   | Chris Jongewaard   | Austràlia |
| 12   | Campionat d'Oceania de contrarellotge sub-23 | CC   | John Anderson      | Austràlia |
| 15   | Campionat d'Oceania en ruta                  | CC   | Tommy Nankervis    | Austràlia |
| 15   | Campionat d'Oceania en ruta sub-23           | CC   | Daniel Braunsteins | Austràlia |

## Classificacions finals
| Pos | Ciclista                 | Equip                    | Punts  |
| --- | ------------------------ | ------------------------ | ------ |
| 1.  | Peter McDonald (AUS)     | Drapac Porsche           | 163    |
| 2.  | Gordon McCauley (NZL)    | Subway-Avanti            | 112,33 |
| 3.  | Tommy Nankervis (AUS)    | Cinelli-Down Under       | 100    |
| 4.  | Daniel Braunsteins (AUS) | Drapac Porsche           | 70     |
| 5.  | Jeremy Yates (NZL)       | Letua Cycling Team       | 64,66  |
| 6.  | Hayden Roulston (NZL)    | Cervélo Test Team        | 60     |
| 7.  | Jeremy Vennell (NZL)     | Bissell Pro Cycling Team | 51     |
| 8.  | Chris Jongewaard (AUS)   | -                        | 51     |
| 9.  | Joseph Cooper (NZL)      | Subway-Avanti            | 45,33  |
| 10. | Ben Day (AUS)            | Fly V Australia          | 43     |

| Pos | Equip                    | País         | Punts  |
| --- | ------------------------ | ------------ | ------ |
| 1.  | Drapac Porsche           | Austràlia    | 262    |
| 2.  | Subway-Avanti            | Nova Zelanda | 226,98 |
| 3.  | Cinelli-Down Under       | Austràlia    | 147    |
| 4.  | Cervélo Test Team        | Suïssa       | 101    |
| 5.  | Praties                  | Austràlia    | 90     |
| 6.  | Savings & Loans          | Austràlia    | 76     |
| 7.  | Team Budget Forklifts    | Austràlia    | 70,32  |
| 8.  | Letua Cycling Team       | Malàisia     | 64,66  |
| 9.  | Bissell Pro Cycling Team | Estats Units | 61     |
| 10. | Barloworld               | Regne Unit   | 51     |

| Pos | País         | Punts  |
| --- | ------------ | ------ |
| 1.  | Austràlia    | 1.259  |
| 2.  | Nova Zelanda | 592,63 |

| Pos | País         | Punts  |
| --- | ------------ | ------ |
| 1.  | Austràlia    | 639,66 |
| 2.  | Nova Zelanda | 117,65 |